# Desperation (Film)
Desperation (orig. Stephen King’s Desperation) ist ein US-amerikanischer Horrorfilm aus dem Jahr 2006 und basiert auf dem gleichnamigen Roman von Stephen King.

## Handlung
Der geplante Familienurlaub zum Lake Tahoe wird für die Familie Carver zu einem wahren Horrortrip, als sie auf ihrer Route durch die Wüste von Nevada auf den wahnsinnigen Deputy Collie Entragian treffen. Unter einem Vorwand lockt er sie in seine Stadt, Desperation, wo er die Familie sofort ins Gemeindegefängnis steckt und die kleine Tochter der Carvers die Treppe hinunter stößt, woraufhin diese stirbt.
Nach und nach stellt sich heraus, dass der verrückte Polizeibeamte nahezu jeden Einwohner der Stadt getötet hat und dass er offenbar über übersinnliche Kräfte verfügt, die es ihm ermöglichen, mit Tieren zu kommunizieren und diese zu beherrschen.
Bald hat Entragian weitere Opfer in seine Gewalt gebracht. Unter anderem ein Ehepaar, das er unter einem Vorwand verhaftet. Bei der Ankunft im Gefängnis der Stadt tötet er sofort den Ehemann. Die Frau, Mary, steckt er in eine Zelle, nachdem diese wiederum vergeblich versucht hat, den Deputy zu erschießen. In der Zelle befinden sich auch andere Gefangene.
David, der Sohn der Familie Carver, ist in der Lage Kontakt zu seiner toten Schwester aufzunehmen, die für ihn als eine Art Sprachrohr Gottes fungiert. Sie hilft ihm – und auch anderen Opfern – im Laufe des Films in einigen Situationen. Unter anderem gibt sie dem etwa zwölfjährigen David ein Stück Seife. Damit reibt David sich ein und es gelingt ihm sich durch die Zellengitter zu zwängen während der Deputy seine Mutter zu einer alten Mine bringt. David befreit die anderen Mitgefangenen und sie fliehen in ein altes Theater in der Stadt.
Die Mine ist offenbar der Schlüssel allen Übels. In der alten Mine wurden vor langer Zeit Chinesen zur Arbeit gezwungen. Man sieht in einem alten Film, den David findet, dass die Chinesen nach einem Aufstand gehängt werden sollen. Dazu kommt es aber nicht, da die Chinesen von einem Wesen, dem Tak, beherrscht werden, welches sich in der Mine befindet und sich als Wirt menschliche Körper aussucht. Wenn diese Körper, bedingt durch den Tod, langsam zerfallen, geht Tak auf andere Lebewesen über. So wird auch Mrs. Carver ein Opfer von Tak, nachdem es den Körper des Deputy verlassen hat. Nachdem Mrs. Carvers Körper ebenfalls zu schwach ist, versucht Tak auf Mary überzugehen. Dies gelingt Tak jedoch nicht und er geht in den Körper eines Vogels über. Mary gelingt die Flucht zurück zur Gruppe. Die Gruppe beschließt zur alten Mine zu gehen und den Eingang der Mine zu verschließen. Der von Tak besessene Vogel greift hier Davids Vater an und tötet ihn.
John Edward Marinville, ein Schriftsteller der sich ebenfalls in der Gruppe befindet und schon im Vietnamkrieg einmal mit Tak unbewusst zu tun hatte, schickt den Rest der Gruppe fort, um die Sprengung des Eingangs alleine zu vollziehen. Es gelingt ihm den Eingang zu sprengen und damit die Grundlage für Tak zu vernichten. Dabei lässt er selbst sein Leben. Schließlich überleben nur Mary, David, Steve Ames (der Assistent von John Edward) und Cynthia Smith, eine Anhalterin. Die Vier fahren mit Steves Lieferwagen davon. Mary findet in ihrem verlassenen PKW ein Buch mit Abschiedsgrüßen von John Edward und dem kleinen Mädchen Pie. Hiermit endet der Film.

## Kritik
Das Lexikon des internationalen Films urteilte, der Film sei eine Produktion „mit ambitionierter Kameraarbeit, die aber bald von uninspiriert dahinplätschernden Dialogen über metaphysische Mächte und menschliche Geschicke übertönt“ würde. Es handle sich um eine „krude Mischung aus phrasenhafter Gott- und Gruppen-Beschwörung“.

## Auszeichnungen
Der Film wurde im Jahr 2006 für das Produktionsdesign und für den Tonschnitt für den Emmy Award nominiert. Zudem wurde der Film 2007 von der Art Directors Guild mit dem Excellence in Production Design Award ausgezeichnet.

## DVD
2007 erschien der Film von Warner Bros. auch in Deutschland auf DVD.

## Trivia
Ron Perlman spielte bereits 1992 in dem Film Schlafwandler, ebenfalls eine Stephen-King-Buchadaption, einen Polizisten.